# Legenda Bałtyku
Legenda Bałtyku, op. 28 (en polonès, La llegenda del Bàltic), és una òpera en tres actes de Feliks Nowowiejski sobre un llibret en polonès de Waleria Szalay-Groele i Krystyna Jeżewska. Es va estrenar a Poznań el 28 de novembre de 1924.
El 1955 es va escenificar de nou a Poznań i el 1965 a Łódź. El 2017 es va tornar a representar a Poznań dirigida per Tadeusz Kozłowski.
L'ària del segon acte de Doman Czy ty mnie kochasz, o dziewczyno? (M'estimes oh noia?") és encara ocasionalment interpretada en recitals.

## Argument
La trama concerneix la tasca posada per al pescador pobre Doman (tenor) per part de Mestwin, el pare de Bogna, per obtenir l'anell de la Reina Jurata, el regne de la qual es troba en les profunditats del mar Bàltic.